# Шахматайин Айастан
Шахматайин Айастан (арм. Շախմատային Հայաստան, букв.: «Шахматная Армения») — ежемесячный журнал; орган Госкомспорта и Шахматной федерации Армянской ССР, республиканского общества «Знание». Издавался с января 1972 по июль 2015 на армянском языке. Бессменный главный редактор — Г. Оганесян (с 1972 по 2015). После смерти последнего (июнь 2015) издание журнала прекратилось. Тираж 6 тысяч экземпляров (1986). Освещал шахматную жизнь республики, страны, публиковал материалы о международных соревнованиях. Основные рубрики: «Шахматы в нашей жизни», «Университет шахматной культуры», «Шахматы — психология, философия, педагогика», «Теоретические заметки», «Учитесь правильно играть» и другие. Крупным соревнованиям (матчи на первенство мира, ереванские международные турниры и так далее) посвящались специальные номера. Ежегодно выпускались приложения — специальный бюллетень на русском языке (24—36 номеров по 30 тысяч экземпляров каждый), в которых публиковались материалы о наиболее интересных советских и международных соревнованиях. Среди авторов «Шахматайн Айастана» были Г. Каспаров, М. Таль, М. Тайманов, Н. Крогиус, Р. Ваганян, А. Петросян, С. Лпутян, Г. Каспарян и другие известные шахматисты.